# The Money (película)
The Money es una película estadounidense de acción y drama de 1976, dirigida por Chuck Workman, que a su vez la escribió, en la fotografía estuvo Burleigh Wartes y el elenco está compuesto por Laurence Luckinbill, Graham Beckel, Regina Baff y Danny DeVito, entre otros. El filme fue realizado por Calliope Films, se estrenó el 31 de mayo de 1976.

## Sinopsis
Los hijos de un importante hombre de negocios se transforman en el objetivo de un joven que no tiene trabajo, los ve como una posibilidad para obtener una gran fortuna.